# كاري برايس
كاري برايس هو لاعب هوكي الجليد كندي، ولد في 16 أغسطس 1987 في Anahim Lake ‏ في كندا.